# Ernst Järnfelt
Ernst Järnfelt, född Andersson 6 april 1902, död 1989, var en byggmästare i Göteborg. Han grundade Ernst Järnfelt Byggnads AB 1931 som uppförde bostadshus och fabriker i Göteborg, bland annat en fabrik åt Calvert & Co. Järnfelt var med och grundade Östra Nordstaden AB & Co som lät uppföra Nordstan i Göteborg på 1960-talet.